# 浦野起央
浦野 起央（うらの たつお、1933年（昭和8）3月11日 - ）は、日本の政治学者。日本大学名誉教授。専門は国際政治学。

## 略歴
愛知県豊川市生まれ。日本大学法学部卒業、同大学院修了。1990年「現代における革命と自決の研究」で、政治学博士（東海大学）。日本大学法学部教授を経て、2003年定年、名誉教授となる。

## 著書

### 単著
- 『ナショナリズム――研究動向と文献』（アサヒ社, 1965年）
- 『現代国際政治の課題』（有信堂, 1970年）
- 『現代政治の世界』（有信堂, 1970年）
- 『ジュネーヴ協定の成立』（巖南堂, 1971年）
- 『発展途上国の社会主義』（アジア経済研究所, 1974年）
- 『アフリカ国際関係論』（有信堂, 1975年）
- 『挑戦する第三世界』（有信堂, 1975年）
- 『第三世界の政治学』（有信堂, 1977年）
- 『現代世界における中東・アフリカ――その国際関係とソ連の関与およびパレスチナ問題』（晃洋書房, 1982年）
- 『民族独立論――アジア・アフリカにおける独立の経過と意味』（群出版, 1982年）
- 『パレスチナをめぐる国際政治』（南窓社, 1985年）
- 『国際関係論の再構成』（南窓社, 1985年）
- 『国際社会の変容と国連投票行動――1946-1985年（全3巻）』（国連地域資料センター, 1987年-1989年）
- 『国際関係理論史』（勁草書房, 1997年）
- 『南海諸島国際紛争史――研究・資料・年表』（刀水書房, 1997年）
- 『尖閣諸島・琉球・中国――日中国際関係史：分析・資料・文献』（三和書籍, 2002年）
- 『人間的国際社会論』（勁草書房, 2003年）
- 『国際関係のカオス状態とパラダイム』（勁草書房, 2004年）
- 『冷戦・国際連合・市民社会――国連60年の成果と展望』（三和書籍,2005年）
- 『地政学と国際戦略――新しい安全保障の枠組みに向けて』（三和書籍, 2006年）
- 『地図と年表で見る日本の領土問題 ビジュアル版』三和書籍 2014
- 『南シナ海の領土問題 分析・資料・文献』三和書籍, 2015
- 『朝鮮の領土 分析・資料・文献』三和書籍, 2016
- 『日本の国際認識: 地域研究250年 認識 論争 成果年譜』三和書籍, 2018

### 共著
- 『国際政治・国際法の基本知識』（北樹出版, 1982年）
- （大隈宏・谷明良・恒川惠市・山影進）『国際関係における地域主義――政治の論理・経済の論理』（有信堂, 1982年）
- 『国連投票行動の計量分析』（国際地域資料センター, 1985年）
- （崔敬洛）『朝鮮統一の構図と北東アジア』（勁草書房, 1989年）

### 編著
- 『ベトナム問題の解剖――分析と資料（全3巻）』（外交時報社, 1967年-1973年）
- 『中東国際関係資料集（全3巻）』（東通社出版部, 1974年-1975年）
- 『アフリカ国際関係資料集』（有信堂, 1975年）
- 『資料体系アジア・アフリカ国際関係政治社会史』（パピルス出版, 1979年-2004年）
- 『国際新秩序構想資料集』（北樹出版, 1998年）
- 『20世紀世界紛争事典』（三省堂, 2000年）

### 共編著
- （播里枝）『国際関係論講義』（青林書院新社, 1974年）
- （勝藤猛）『中東と国際関係』（晃洋書房, 1979年）
- （本田弘）『現代政治の基本知識』（北樹出版, 1985年）
- （牧田幸人）『現代国際社会の法と政治――深津栄一先生還暦記念論文集』（北樹出版, 1985年）
- （藤原孝・杉本稔）『現代政治の解明』（北樹出版, 1996年）

### 訳書
- ハンス・コーン『ナショナリズムと自由 スイスの場合』百々巳之助共訳. アサヒ社, 1962
- H.J.モーゲンソー『国際政治学 力と平和のための闘争』伊藤皓文共訳 アサヒ社, 1963
- ダグラス・パイク『ベトコン――その組織と戦術』（鹿島研究所出版会 1968年）
- ハンス・コーン『ナショナリズムの世紀』佐々木俊郎共訳 外交時報社 1968
- クラウス・クノール『国際関係におけるパワーと経済』中村好寿共訳 時潮社 1979
- ハッサン・ビン・タラル『エルサレムの研究』岡倉徹志共訳（毎日新聞社 1982年）
- ガブリエル・アーモンド, ブリングハム・パーウェル『比較政治学――システム・過程・政策』（時潮社, 1986年）
- ハッサン・ビン・タラール『パレスチナの自決――西岸及びガザ地区の歴史的・法的研究』（刀水書房, 1988年）
- ダヴ・ローネン『自決とは何か――ナショナリズムからエスニック紛争へ』（刀水書房, 1988年）
- ジョージ・モデルスキー『世界システムの動態――世界政治の長期サイクル』（晃洋書房, 1991年）
- マイケル・ワトソン編『マイノリティ・ナショナリズムの現在』（刀水書房, 1995年）
- 張聿法・余起棻編『第二次世界大戦後戦争全史』（刀水書房, 1996年）
- G・K・ヘライナー『南北問題の政治経済学――グローバル経済と発展途上国』（学文社, 1998年）
- アラン・ラブルース, ミッシェル・クトゥジス『麻薬と紛争――麻薬の戦略地政学』（三和書籍, 2002年）

### 著作集
- 『浦野起央著作集』（南窓社, 1989年-）
  - 1巻「国際関係論の再構成」
  - 2巻「第三世界の連合政治」
  - 3巻「現代国際関係の視点」
  - 4巻「国際政治における小国」
  - 5巻「アフリカの国際関係」
  - 6巻「南アジア・中東の国際関係」
  - 7巻「現代紛争論」
  - 8巻「国際協調・レジーム・援助」
  - 9巻「アジアの国際関係」
  - 10巻「新世紀アジアの選択」
  - 11巻「日・中・韓の歴史認識」
  - 12巻「安全保障の新秩序――国家安全保障再考、テロ・環境・人間の安全保障」

## 社会的活動
- 日本アフリカ学会理事
- 日本国際政治学会理事
- アジア政経学会理事
- 国際法学会理事
- 日本平和学会理事
- 日本国際フォーラム政策委員[3]。